# Еннетмоос
Еннетмоос (нім. Ennetmoos) — громада  в Швейцарії в кантоні Нідвальден.

## Географія
Громада розташована на відстані близько 70 км на схід від Берна, 3 км на захід від Штанса.
Еннетмоос має площу 14,1 км², з яких на 6,7% дозволяється будівництво (житлове та будівництво доріг), 48% використовуються в сільськогосподарських цілях, 43,4% зайнято лісами, 1,9% не є продуктивними (річки, льодовики або гори).

## Демографія
2019 року в громаді мешкало 2199 осіб (+5,7% порівняно з 2010 роком), іноземців було 9,9%. Густота населення становила 156 осіб/км².
За віковим діапазоном населення розподілялося таким чином: 21,4% — особи молодші 20 років, 62,9% — особи у віці 20—64 років, 15,7% — особи у віці 65 років та старші. Було 902 помешкань (у середньому 2,4 особи в помешканні).
Із загальної кількості 687 працюючих 150 було зайнятих в первинному секторі, 258 — в обробній промисловості, 279 — в галузі послуг.

## Teffli Rally
Біля Еннетмооса проходить щорічне ралі Teffli Rally. Учасники змагаються в проходженні траси на мотоциклах та імпровізованих засобах пересування. Траса замкнута.